# Laser Communication Terminal

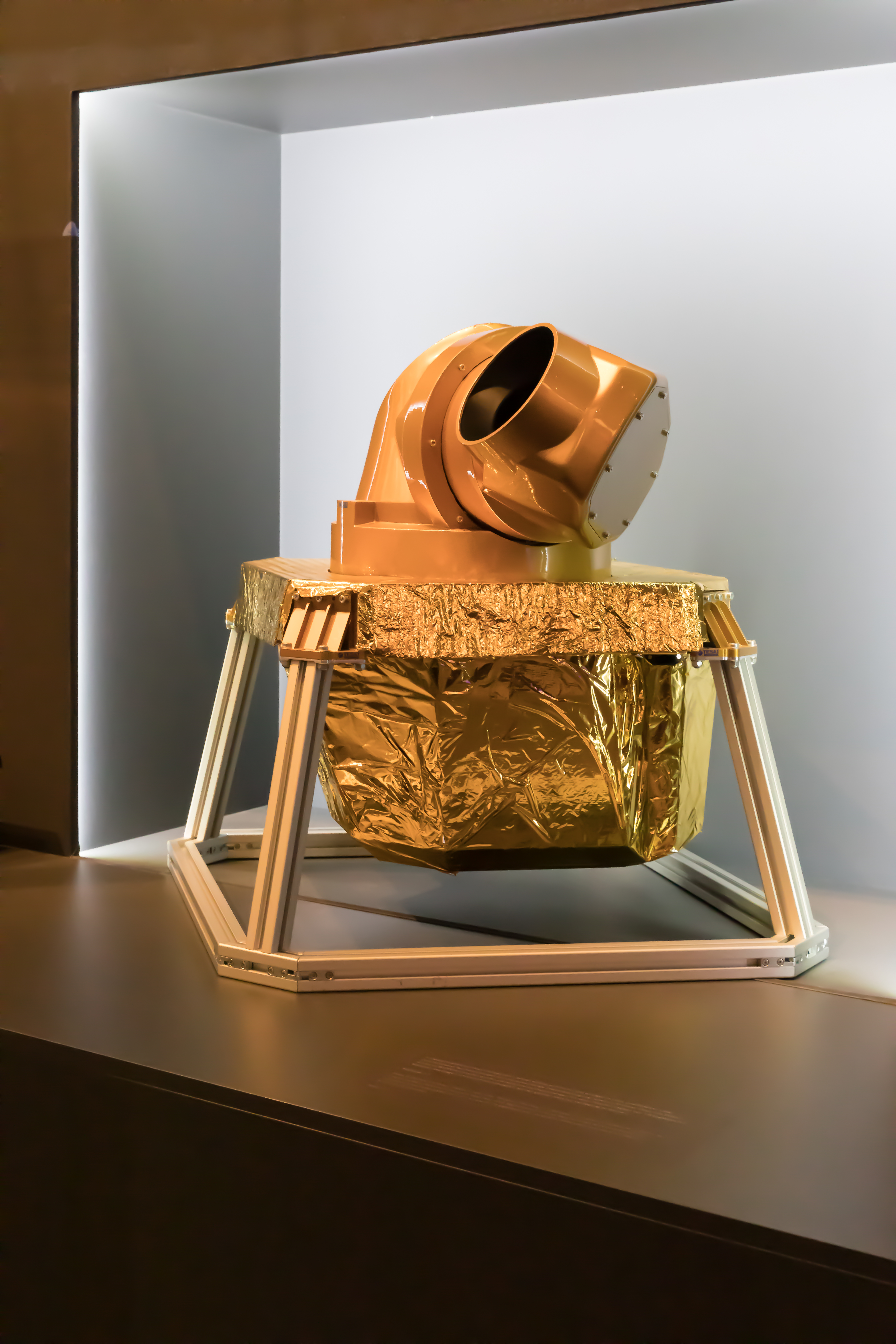
Laser Communication Terminal des Herstellers Tesat

Laser Communication Terminal (LCT), deutsch Laser-Datenübertragungsstation, ist eine Einrichtung, um Signale mittels Licht über weite Strecken zu übertragen; ähnlich Mikrowellen-Richtfunkstrecken. Die Frequenz von Licht und damit auch die maximal mögliche Datenübertragungsrate ist weit höher als bei Mikrowellen. Wegen der hohen möglichen Strahlungsbündelung eines Lasers genügt eine geringe Strahlungsenergie für die Datenübertragung über lange Strecken. Andererseits werden hohe Anforderungen an die Ausrichtung vom Sender auf den Empfänger gestellt.
Beispiele für die experimentelle Verifizierung der optischen Freiraumkommunikation mit LCTs:
- Der Satellit Artemis kommunizierte mit seinem Modul SILEXerfolgreich mit dem Satelliten Spot-4 über LCTs. Die Datenrate lag bei 50 Mbit/s. Das System stellte auch Verbindungen zum japanischen Satelliten Kirari und zum Erdbeobachtungssatelliten Envisat her
- Im französischen Projekt LOLA wurde eine Laser-Kommunikation zwischen einem Geschäftsflugzeug (Dassault Mystère 20) und dem Satelliten Artemis erfolgreich hergestellt. EADS Astrium ist Hauptauftragnehmer für dieses Programm, das seit 2006 eingesetzt ist. Das System baute innerhalb eines Zeitraums von weniger als 1 Sekunde eine bidirektionale Verbindung auf und erreichte eine zuverlässige Verbindungsrate von 50 Mbit/s. Eine Demonstration erfolgte während der Pariser Luftfahrtschau.[1][2]
- Das LCT der Fa. Tesat-Spacecom auf dem US-amerikanischen Militärsatelliten NFIRE (Near Field Infrared Experiment) kann mit dem LCT der Fa. Tesat auf dem Satelliten TerraSAR-X leistungsfähige optische Testverbindungen aufbauen. Zwischen den beiden Satelliten wurde erstmals erfolgreich eine Laserdatenverbindung mit 5,5 GBit/s (Das entspricht ungefähr einem Datenvolumen von einer DVD pro 10 Sekunden.) hergestellt. Dies bei einer maximalen Entfernung von über 5000 km. Das DLR förderte das deutsche LCT Projekt der Fa. Tesat mit rund 40 Millionen EUR.[3]
- Mit dem Laser-Terminal der Fa. Mynaric (ehemals Vialight Communications) wurde erstmals im November 2013 eine Laserverbindung von einem Düsenjäger zu einer Bodenstation über eine Distanz von über 60 km und bei einer Fluggeschwindigkeit von 800 km/h erfolgreich gezeigt. Als Flugplattform wurde ein Tornado der Bundeswehr genutzt. Die Daten wurden mit rund 1 GBit/s übertragen. Besondere Herausforderungen waren die schnellen Flugmanöver gekoppelt mit starken Vibrationen sowie die atmosphärischen Turbulenzen. Diese Demonstration wurde im Auftrag von Cassidian Deutschland und in Kooperation mit dem DLR durchgeführt.[4][5] Die Laser Terminals von DLR und der DLR-Ausgründung Mynaric werden in die „Space Technology Hall of Fame“ aufgenommen.[6] Derzeit sind Datenraten zwischen 10 Gbit/s zwischen Luftfahrzeugen und Boden möglich, denkbar sind jedoch 100 oder gar 1000 GBit/s.[7]
- Die Optical Ground Station (OGS) der ESA auf Teneriffa am Observatorio del Teide wurde mit Artemis und verschiedenen anderen Systemen getestet. Die Station wird außerdem für Laser-Ranging und zur Suche nach Weltraumschrott und Asteroiden eingesetzt. Die Station liegt in einem trockenen Klima auf einer Höhe von 2393 m meistens oberhalb der Wolkendecke und bietet die meiste Zeit gute Bedingungen.[8]
- Deep Space Optical Communications (DSOC), ein experimentelles Laser-Terminal auf der Raumsonde Psyche, das über Entfernungen von bis zu 4 AE von der Erde kommuniziert.

Anders als bei Verbindungen zwischen Satelliten (englisch intersatellite link) hängt die Datenübermittlung zwischen Satellit und Bodenstation sowie bei Verbindungen zwischen Stationen in der Erdatmosphäre vom Wetter und den Atmosphärenbedingungen ab. Wolken können die Kommunikation blockieren. Optimal sind Bodenstationen in ariden Gebieten, auf Bergen oberhalb der Wolkenbildung oder auf Flugträgern.
Bei LCTs gibt es prinzipiell zwei Modulationsverfahren um die digitale Nachricht auf den Laserstrahl zu modulieren. Bei der Phasenmodulation (phase shift keying, PSK) wird die Information durch Änderung der Phase des Laserstrahles aufmoduliert. Bei der Intensitätsmodulation (englisch binary on off keying, OOK) werden binäre Daten durch Ein- und Ausschalten der Laserquelle dargestellt. Dieses Verfahren wird auch in der terrestrischen Glasfaserkommunikation eingesetzt (z. B. Ethernetübertragung über Lichtwellenleiter: 100BASE-FX oder 10GBASE-ER). Die meist verwendete Wellenlänge sowohl in der Glasfaser als auch in der optischen Freiraumkommunikation mit LCTs ist 1550 nm, da bei dieser Wellenlänge sowohl in der Glasfaser als auch in der Erdatmosphäre die Signaldämpfung gering ist. Die große Verbreitung der 1550 nm-OOK-Technologie bringt den Vorteil, dass kommerziell sehr viele günstige, aber auch hochwertige Komponenten (z. B. Sender, Verstärker, Empfänger, …) vorhanden sind. Ein weiterer Vorteil dieser Technologie ist es, dass das OOK-Modulationsformat unempfindlich gegen Phasenstörungen ist. Phasenstörungen im optischen Signal können bei der Signalübertragung durch die Atmosphäre vorkommen (bei Satelliten-Boden-Links sowie bei inneratmosphärischen Links). Diese Phasenstörungen machen die Anwendung von eigentlich empfindlicheren Phasenmodulationsverfahren in der Atmosphäre nahezu unmöglich. Aus diesem Grund beschäftigt sich die International Telecommunication Union (ITU) in ihren Standardisierungsgremien (ITU-R) auch nur mit der OOK-Technologie für die optische Freiraumkommunikation mit LCTs (Beispiele sind die Recommendations ITU-R P.1621, P.1622, P.1814 und P.1817). Trotzdem wird auch die OOK-Modulation durch die Atmosphäre gestört. Propagiert ein optischer Strahl durch die Atmosphäre, so kommt es zu Intensitätsschwankungen. Dies kann beispielsweise beim Flimmern der Sterne beobachtet werden. Da bei OOK die Information durch Intensitätsänderung (Ein- / Ausschalten der Quelle) dargestellt wird, führt diese zusätzliche Intensitätsschwankung, verursacht durch die Atmosphäre, zur Störung des übertragenen optischen Signals. Dieser Effekt wird als Fading oder Schwund bezeichnet.
In einem Laserstrahl mit konstanter Wellenlänge können mehrere Kanäle parallel realisiert werden. Die Kanäle können über unterschiedliche, raumfeste Polarisationsebenen voneinander getrennt werden (spin angular momentum, SAM) oder über Polarisationsebenen, die mit unterschiedlichen Drehimpulsen rotieren. Bei der ersten Methode hat jeder Kanal eine eigene, raumfeste Polarisationsebene. Bei der zweiten Methode hat jeder Kanal einen eigenen Drehimpuls, mit dem seine Polarisationsebene rotiert.